# 杜剛 (清朝)
杜剛，直隶天津府静海縣人，清朝政治人物。
嘉慶四年（1799年）己未科进士，授奉天府錦州教授。